# لا کوایاکا
لا کوایاکا (به اسپانیایی: La Quiaca) یک منطقهٔ مسکونی در آرژانتین است که در Yavi Department واقع شده‌است. لا کوایاکا ۱۳٬۷۶۱ نفر جمعیت دارد و ۳٬۴۴۲ متر بالاتر از سطح دریا واقع شده‌است.